# جوليانو إن كامبانيا
Giugliano in Campania جوليانو إن كامبانيا، مدينة في جنوب إيطاليا ضمن مقاطعة نابولي في إقليم كامبانيا، سكانها 105.951 نسمة. وتشكل اليوم نظرا للتوسع المديني لنابولي جزءا منها.

## السكان
في سنة 1861 بلغ عدد السكان 10٬749 نسمة، وتطور العدد ليصل في سنة 2011 لـ 108٬793 نسمة.
يظهر هذا المخطط البياني تطور النمو السكاني لـ جوليانو إن كامبانيا

## التاريخ
استوطن الأوسكان أراضي جوليانو بين القرنين القرن الرابع القرن الخامس قبل الميلاد. ووفقا للتقليد تأسست المدينة من قبل مجموعة من المستعمرين من كوما عام 421 قبل الميلاد، واسموها Lilianum ليليانوم ("ارض الزنابق"). بقيت المدينة مركز صغير حتى عام 1207، عندما دمر النابوليون كوما ؛ بعض المواطنين من البلدة بمن فيهم رجال الدين والكاتدرائية احتموا في جوليانو. الأولى الوثائق التي تشير إلى اقطاعية في جوليانو تعود إلى عام 1270.
اسياد المدينة، على التوالي : فولكانو، فيلومارينو، بينياتيلي، داكينو، بينيلي، كولونا.

## أعلام
- جيامباتيستا باسيل